# سوسیس کامبرلند

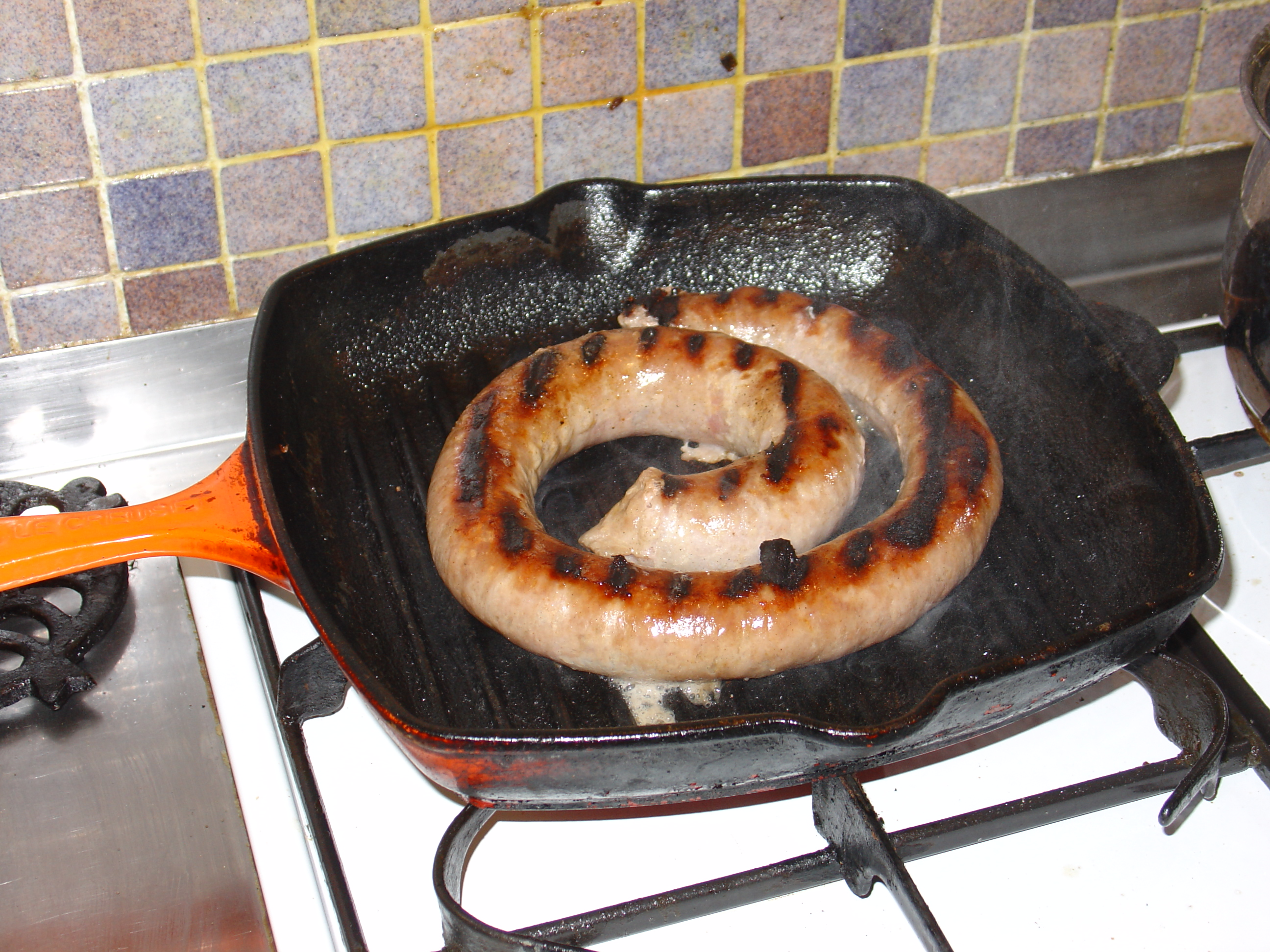

سوسیس کامبرلند (به انگلیسی: Cumberland sausage) نام نوعی سوسیس گوشت خوک دراز و تند است که در شمال انگلستان تولید می‌شود.این سوسیس را معمولاً به شکل مارپیچ در ظرف قرار داده و طبخ می‌نمایند.